# フォーム (ウェブ)
フォーム（英: Form）、入力フォーム（ウェブ以外でもいうことがある）は、Webプログラミングの技術の1つ。クライアントが情報を入力・選択し、Webサーバ等のフォームを処理するエージェントへ提出するための機構である。
他のプログラムとの組み合わせが容易なことや、双方向性（インタラクティブ）が求められる今日のインターネットのニーズを十分に満たしていたため、Webプログラミングの技術の中でも非常に重要な存在となった。
CGIプログラムやPHPプログラムやJava Servletにデータを渡して起動することに用いられることが多い。
HTMLやXHTMLでは、FORM要素と幾つかの種類の異なった機能を持つコントロール（部品）によって構成される。

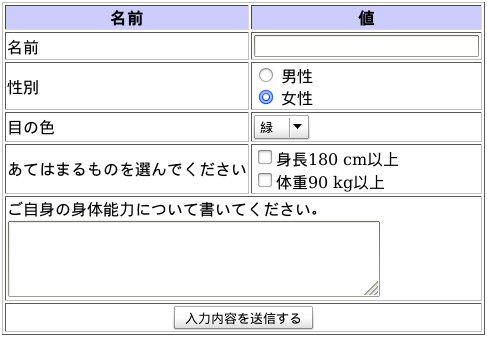
Mozilla Firefoxでのサンプルフォームを撮影した画像。（入力できません、画像詳細ページでソースコードを確認出来る）

## 主なコントロールの種類と機能
提出ボタン (submit button)アクティブになった時に、フォームに入力された内容を提出する。
取消しボタン (reset button)アクティブになった時に、フォームの内容を初期値に戻す。
押しボタン (push button)アクティブになった時に、あらかじめ作成者によって用意されたクライアントサイドのスクリプトを実行する。
チェックボックス (checkbox)ユーザに複数の選択肢の中から任意数を選択させる。
ラジオボタン (radio buttons)ユーザに複数の選択肢の中から1つだけを選択させる。
メニュー (menu)ユーザに選択項目の中から1つ、あるいは複数の項目を選択させる。
テキスト入力 (text input)ユーザに1行あるいは複数行のテキストを入力させる。
ファイル選択 (file select)クライアント・コンピュータにあるファイルをサーバにアップロードする。
隠しコントロール (hidden control)ウェブブラウザなどの画面にはレンダリングされないが、値は提出される。主にプログラム間での情報の受け渡しに用いられる。
オブジェクトコントロール (object control)標準では定義されないコントロールも使用することができると定義されている

## HTMLタグ
```
<
textarea
 
〜
>
 テキスト入力（複数行） 
</
textarea
>

<
input
 
type
=
"〜"
 
〜
>
 残り（タイプで指定） 
</
input
>

```